# Körös-Maros Nationalpark
Körös-Maros Nationalpark er en af de 10 nationalparker i Ungarn og omfatter et areal på 501,34 km², beliggende i provinsen  Békés, i den sydlige store slette. Parken blev oprettet i 1997 med henblik på beskyttelse af fugle.
I Körös-Maros Nationalpark ligger  en række områder såsom Kis-Sárrét sump, Fáspuszta, Mágor-puszta eller Kardoskúti Fehértó . Den har et reservat for trapper, etableret i 1975. De største byer i området er Szarvas og Dévaványa.
De store fugleflokke, der kan ses i efterårets træksæson ved Fehér-søen nær Kardoskút. Søen bruges som raste- og yngleplads af titusindvis af hjejler, traner og vildænder. Reservatet ved Dévaványa er et tilflugtssted for  stortrappen, - "strudsen" fra den ungarske puszta.